# 九龍巴士93K線
九龍巴士93K線是香港一條來往寶林及旺角東站的巴士路線。
本線是全港最後4條提升為全空調服務的巴士路線之一（另外3條為九巴5A線、16線和98A線），亦是新界區最後一條提供非空調巴士行走的路線。
九龍巴士93P線是93K線之特別班次，來往寶林及旺角（柏景灣），於觀塘至九龍灣之間經康寧道及振華道，不經觀塘道，取道啟德隧道直達九龍灣及油麻地，不經新蒲崗、九龍城、馬頭圍及土瓜灣，是將軍澳4條往大角咀的日間專營巴士線之一（另外3條分別為城巴795、795P線往海達邨方向及城巴795X線往蘇屋方向）。

## 歷史
- 1988年5月27日：本線投入服務，為將軍澳首條長途巴士線，也是將軍澳首條以及目前唯一K字尾巴士路線，但甚少有將軍澳乘客會搭畢全程接駁九廣鐵路（今東鐵綫路段），初期取道協和街及曉光街往來觀塘道。
- 1990年9月3日：改經鯉魚門道及將軍澳道，以節省行車時間。同年的五年路線發展計劃將軍澳區會在開辦98C之後把本路線改為93，由旺角車站總站遷往尖沙咀。不過建議最終未有實行。
- 1992年10月6日：為善用293P線（已於2002年取消）收車後的空調巴士，加入空調巴士行走。
- 2002年8月18日：地鐵將軍澳綫通車後原本計劃與297合併為293，但受到多個區議會強烈反對而得以保留，但班次則縮減。
- 2007年12月2日：配合兩鐵合併，旺角火車站改稱旺角東站。
- 2008年6月8日：本線全程收費提升至$5.6（非空調巴士）及$7.8（空調巴士）；同時，分段收費亦調整票價。
- 2011年5月15日：本線全程收費提升至$5.8（非空調巴士）及$8.1（空調巴士）；同時，分段收費亦調整票價。
- 2012年5月9日：本線改為全空調服務，成為最後一批新界東路線，以至全港最後一批專利巴士路線改為全空調服務，亦象徵由1921年香港首部巴士投入服務起，服務香港接近一個世紀的非空調巴士，正式告別香港專利巴士行列[7]。
- 2015年6月27日：增設到站時間預報。[8]
- 2017年7月18日：因應清拆橫跨太子道東的K9高架道路，往寶林方向的采頤花園站臨時遷移至景泰街站位置，該站於同年十月底改稱景泰街。
- 2019年3月1日：因應太子道東近景泰苑進行道路工程，往寶林方向「景泰街」站再臨時遷至近彩虹邨的「采頤花園」站。[9][10]
- 2021年7月1日：往寶林方向「采頤花園」站移至四美街與太子道東交界的原位置。[11]
- 2022年8月29日：
  - 93P線開辦[12]。
  - 93K線平日往旺角東站的頭班車提早至05:10開出[13]。
- 2023年2月12日：因應觀塘站巴士總站工程，93K線往寶林方向不經該站。[14]

### 全空調服務前一日
在「熱狗」最後行走當日（2012年5月8日），將軍澳分廠派出熱狗行走本線及98A線，由於熱狗之前已極少出現於此兩線，因此當天早上已吸引不少巴士迷趕赴將軍澳拍攝和乘坐，而臨近中小學放學時間，因不少仍在學的巴士迷紛紛湧至該區乘搭此兩線，因此九巴另行加派車輛疏導乘客。
本路線原訂於當晚20:14由旺角東站開出最後一班熱狗，但最後改於20:25先開出加班車（S3V17／GK9141），20:32開出另一輛加班車（S3N360／GA6394），至20:35掛牌車（S3N367／GA6107）「押尾」。為免本路線的常規服務因大量巴士迷乘坐熱狗關係而受阻，因此在三班熱狗巴士開出後，九巴再加派一輛空調巴士（AVBE6／MP7379）沿途「護送」，以維持本路線的正常服務。
本路線三輛熱狗尾班車最終於晚上9時40分抵達寶林總站，成為將軍澳以至整個新界區最後一條全冷路線，而三輛熱狗抵站前，98A線的熱狗巴士經已回廠（其中一輛後來前往支援16線尾班熱狗），因此吸引大量已拍畢98A熱狗的巴士迷前往寶林拍攝本線熱狗尾班車，該總站一度出現聚集逾百人拍攝的場面，其中一部尾班車後來前往16線支援尾班熱狗。

## 服務時間及班次
93K
| 寶林開           | 寶林開       | 寶林開       | 旺角東站開       | 旺角東站開   | 旺角東站開   |
| 日期             | 服務時間     | 班次（分鐘） | 日期             | 服務時間     | 班次（分鐘） |
| ---------------- | ------------ | ------------ | ---------------- | ------------ | ------------ |
| 星期一至五       | 05:10-06:00  | 25           | 星期一至五       | 06:00、06:20 | 06:00、06:20 |
| 星期一至五       | 06:17、06:35 | 06:17、06:35 | 星期一至五       | 06:45-15:15  | 30           |
| 星期一至五       | 07:00-08:30  | 30           | 星期一至五       | 15:15-17:20  | 25           |
| 星期一至五       | 08:30-11:00  | 25           | 星期一至五       | 17:40、18:10 | 17:40、18:10 |
| 星期一至五       | 11:00-00:00  | 30           | 星期一至五       | 18:40-21:10  | 25           |
|                  |              |              | 星期一至五       | 21:10-00:10  | 30           |
| 星期六           | 05:10-07:40  | 30           | 星期六           | 06:00-10:00  | 30           |
| 星期六           | 07:40-16:00  | 25           | 星期六           | 10:00-21:40  | 25           |
| 星期六           | 16:00-00:00  | 30           | 星期六           | 21:40-00:10  | 30           |
| 星期日及公眾假期 | 05:30-00:00  | 30           | 星期日及公眾假期 | 06:00-15:00  | 30           |
|                  |              |              | 星期日及公眾假期 | 15:00-19:10  | 25           |
| 19:10-00:10      | 30           |              | 星期日及公眾假期 |              |              |

93P
- 星期一至五
  - 寶林開：07:25、07:55
  - 旺角（柏景灣）開：17:45、18:15

星期六、日及公眾假期不設服務

## 收費
93K／93P
全程: $9.8
寶林開
| 落車站＼上車站                | 馬游塘村 或之前 | 旺角東站（93K）／旺角（柏景灣）（93P） 或之前 |
| ----------------------------- | --------------- | --------------------------------------------- |
| 寶林起                        | $5.8            | $10.2                                         |
| 寶達邨起（只適用於93K線）     | 不適用          | $8.2                                          |
| 拔萃女書院起（只適用於93P線） | $6.7            |                                               |

旺角東站（93K）／旺角（柏景灣）（93P）開
- 九龍灣站（93K）／振華苑（93P）往寶林：$8.2
- 觀塘市中心（93K）／寧波第二中學（93P）往寶林：$7.1
- 安達臣道往寶林：$5.8

| - 本線設有12歲以下小童及65歲或以上長者半價優惠。 - 65歲或以上香港居民使用「樂悠咭」，以及12歲以下合資格殘疾兒童使用「殘疾人士身份」個人八達通繳付車資，均可享有每程$2.0或半價（以較低者為準）的票價優惠；12至64歲合資格殘疾人士使用「殘疾人士身份」個人八達通（包括「樂悠咭」），以及60至64歲香港居民使用「樂悠咭」繳付車資，均可享有每程$2.0或全費（以較低者為準）的票價優惠。 - 65歲或以上長者如使用長者或一般個人八達通繳付車資，則只可享有半價優惠；12至64歲合資格殘疾人士如不使用「殘疾人士身份」個人八達通，以及60至64歲人士如不使用「樂悠咭」繳付車資，必須繳付全費。 - 乘客可以現金或八達通於上車時付款，不設找續。 - 每位成人乘客可免費攜帶最多兩名4歲以下而不佔座位的兒童乘客乘車，超額之4歲以下小童必須繳付小童車費乘車。 - 持有「九巴月票」之乘客在車票有效期內，每日可享最多10程任何九龍巴士及龍運巴士路線（包括本路線，以及聯營路線的九龍巴士／龍運巴士提供的班次；惟乘搭機場「A」及「NA」線則可享原價二七折優惠（不會計算每天10次合資格車程））；而B1線則每日可享最多各2程（不會計算每天10次合資格車程）。 - 九龍巴士、城巴、龍運巴士及陽光巴士全職員工及家屬（不包括外判職員）可免費乘搭本路線，惟必須拍職員或職員家屬八達通。 - 乘客亦可透過多元化電子支付系統（e度嘟）繳付車資，包括使用非接觸式VISA卡、JCB卡、萬事達卡、銀聯卡、美國運通、大來國際、Discover Card、Apple Pay、Google Pay、Samsung Pay、AlipayHK「易乘碼」、支付寶、WeChatHK／微信支付「搭車碼」、銀聯雲閃付「乘車碼」及BOC Pay「乘車碼」。乘客使用此付款方式，使用此支付方式的乘客可享有中途下車之分段收費，以及與其他九巴／龍運獨營路線或聯營線九巴／龍運班次之轉乘優惠，惟不適用於與非九巴／龍運路線之轉乘優惠，亦不能享有「公共交通費用補貼計劃」及「長者及合資格殘疾人士公共交通票價優惠計劃」。 - 帶粗體字者為雙向分段收費，乘客必須使用八達通（九巴月票除外）上車拍卡繳費，並於下車前後於指定巴士站裝設拍卡機確認八達通，方可享有分段收費優惠。 |

### 八達通轉乘優惠
乘客登上本線往寶林後150分鐘內以同一張八達通卡轉乘91M/91P/291P、213B/213M/213S、296M或298/298E/298F線，或從91M/91P/291P、213B/213M/213S、296M或298/298E/298F線登車後150分鐘內以同一張八達通卡轉乘本線往旺角，次程可獲$4.2車資折扣優惠。

## 使用車輛
本路線開辦初期曾由觀塘廠及荔枝角廠同共派車，主要以丹尼士喝采巴士（N）勝利二型（G）行走，及後由觀塘廠統一派車（90年代初改由將軍澳車廠管轄），其後在2016年9月荔枝角車廠重新加入派車(涉及一個字軌被調往該廠，但已於同年11月14日還原)，成為繼290(A)、95線後第四條有九龍灣車廠以外派車的將軍澳區路線。
隨著將軍澳區人口上升，客量亦開始提升，班次亦開始增多，並改派配備「康明斯」LT10（245hp）引擎和「福伊特」DIWA851.2波箱，及配備「康明斯」LTA10（282hp）引擎和「福伊特」DIWA864G波箱車上設有手動減速器的都城嘉慕11米（S3M）巴士行走，以應付攀爬寶琳路的路面。
由於本線往寶林方向途經彌敦道低排放區，故此行走本線的用車必須為歐盟四期或以上的排放標準。
現時本線使用10輛富豪B9TL 12米（AVBWU），均屬將軍澳車廠。
| 車隊編號 | 車牌   |
| -------- | ------ |
| AVBWU69  | PV3517 |
| AVBWU77  | PV7004 |
| AVBWU134 | PX5284 |
| AVBWU137 | PX5589 |
| AVBWU164 | PY 385 |
| AVBWU175 | PY4294 |
| AVBWU183 | PY5872 |
| AVBWU247 | RH7476 |
| AVBWU256 | RJ4212 |

## 行車路線
93K
寶林開經：欣景路、佳景路、寶琳北路、寶琳路、秀茂坪道、將軍澳道、茶果嶺道、鯉魚門道、觀塘道、太子道東、太子道西、馬頭涌道、馬頭圍道、漆咸道北、漆咸道南、加士居道、彌敦道、亞皆老街、新填地街、旺角道、洗衣街、亞皆老街及聯運街。
旺角東站開經：聯運街、弼街、洗衣街、太子道西、彌敦道、加士居道、漆咸道南、漆咸道北、馬頭圍道、馬頭涌道、太子道西、太子道東、觀塘道、觀塘道下通道、觀塘道、鯉魚門道、將軍澳道、秀茂坪道、寶琳路、寶琳北路及佳景路。
93K線之具體停站請參考資訊框
93P
寶林開經：欣景路、佳景路、寶琳北路、寶琳路、秀茂坪道、協和街、康寧道、振華道、牛頭角道、啓祥道、啓福道、啟德隧道、東九龍走廊、漆咸道北、漆咸道南、加士居道、彌敦道、亞皆老街、櫻桃街、大角咀道、支路及海泓道。
旺角（柏景灣）開經：海泓道、櫻桃街、海景街、奧運站巴士總站、深旺道、櫻桃街、大角咀道、櫻桃街、櫸樹街、晏架街、槐樹街、福全街、旺角道、彌敦道、加士居道、漆咸道南、漆咸道北、東九龍走廊、啟德隧道、啟祥道、牛頭角道、振華道、康寧道、協和街、秀茂坪道、寶琳路、寶琳北路及佳景路 。
93P線之具體停站請參考資訊框

## 使用狀況
相比起取道觀塘繞道的98C線，本線走線較為迂迴，故該路線提升至全日服務後，不少往返將軍澳北至新蒲崗、九龍城及旺角的乘客紛紛轉投該路線，而地鐵（今港鐵）將軍澳綫在2002年通車後，本路線客量流失的情況加劇。
本線編號雖以「K」作結（也是將軍澳第一條及唯一一條以「K」作為編號的巴士路線），作為接駁原九廣東鐵（今東鐵綫）的巴士路線，但走線迂迴，甚少將軍澳、觀塘區、新蒲崗及九龍城的乘客會乘搭本線到旺角一帶（不以「K」作為編號的2A、13D、16、98C、296C及793定線較為直接，較快到達旺角一帶）。
現時本路線與多條巴士及小巴路線重疊，且收費較昂貴，但由於本線來回程途經翠林邨、康盛花園和馬頭圍，因此與途經將軍澳隧道但只單向途經馬頭圍的297線相比，本線仍有一定客源支持，同時亦以服務流水客及輔助14、15、98A和其他走線相近的巴士路線為主要功用，尤以繁忙時間為甚。

## 外部連結
- 九巴93K線官方網站路線資料 （页面存档备份，存于）
- 九巴93P線官方網站路線資料 （页面存档备份，存于）
- 93K資料 （页面存档备份，存于）
- 93P資料 （页面存档备份，存于）
- 93K路線介紹 （页面存档备份，存于）
- 93P路線介紹 （页面存档备份，存于）